# Segundo Luna
Segundo Nepomuceno Gómez, plus connu sous le nom de Luna (né le 20 avril 1902 à Santiago del Estero en Argentine et mort à une date inconnue) est un joueur de football international argentin, qui évoluait au poste d'attaquant.
Gómez et ses frères, connus comme les frères Luna (avec Nazareno, Ramón et Juan), furent tous footballeurs. Segundo portait pourtant un autre nom de famille car il n'était pas né du même père, mais était considéré comme un Luna à part entière,.

## Biographie

### Carrière en sélection
Avec l'équipe d'Argentine, il a disputé 2 matchs (pour 3 buts inscrits) entre 1927 et 1928, et fut notamment dans le groupe des sélectionnés lors de la Copa América de 1927.
Il a également disputé les Jeux olympiques de 1928.

## Palmarès
| Argentine - Copa América (1) : - Vainqueur : 1927. - Meilleur buteur : 1927 (3 buts). |  | Argentine olympique - Jeux olympiques : - Argent : Amsterdam 1928. |